# Mobile Suit Gundam
Mobile Suit Gundam (機動戦士ガンダム?, Kidō senshi Gandamu, lett. "Gundam il fante mobile" o anche "Gundam il guerriero dall'armatura mobile") è una serie televisiva anime del 1979, realizzata da Yoshiyuki Tomino e dallo staff creativo della Sunrise sotto lo pseudonimo collettivo di Hajime Yatate. Diretta dallo stesso Tomino e composta di 43 episodi, fu trasmessa per la prima volta in Giappone dal 7 aprile 1979 al 26 gennaio 1980. Capostipite del media franchise Gundam, la serie appartiene alla linea temporale dell'Universal Century (UC). L'innovativo character design è opera di Yoshikazu Yasuhiko, il mecha design originale è di Kunio Ōkawara, mentre autore delle musiche è Takeo Watanabe.
La serie in Italia venne trasmessa per la prima volta nel 1980 su Telemontecarlo e successivamente su diverse TV locali e fu poi riproposta nel 2004, su Italia 1, con un nuovo doppiaggio e un adattamento più fedele all'originale. Mobile Suit Gundam è stata successivamente riadattata in forma di film, di romanzo e di manga.

## Trama

Il Gundam RX-78-2 in un fotogramma della sigla iniziale.

### Ambientazione
Il mondo abitato dall'umanità non è più costituito dalla sola Terra, ma si è allargato all'intera Sfera Terrestre, comprensiva della Luna e di sette aree situate intorno ai punti di Lagrange dell'orbita lunare chiamate Side, in cui orbitano centinaia di "isole spaziali", enormi cilindri artificiali contenenti habitat adatti alla vita.
Anno 0079 UC: il Principato di Zeon, situato in Side 3, dichiara la sua secessione dalla Federazione Terrestre, scatenando un violento conflitto, noto come Guerra di un anno, che infurierà su ogni continente della Terra ed in quasi ogni colonia spaziale e insediamento lunare. Zeon è inizialmente avvantaggiato dall'uso di un rivoluzionario tipo di arma, il mobile suit, un robot corazzato di aspetto antropomorfo pilotato da un essere umano. Quando una squadra di mobile suit di Zeon in ricognizione, disobbedendo agli ordini ricevuti, attacca la colonia di Side 7, gli abitanti di quest'ultima vengono a conoscenza della risposta della Federazione a questa nuova arma: il mobile suit Gundam. Con l'aiuto dei soldati federali superstiti della corazzata da trasporto Base Bianca, l'equipaggio di profughi inizia un'avventura che porterà un pugno di loro a cambiare il corso della guerra.

### Il rientro sulla Terra
Due mobile suit Zaku penetrati nella colonia teoricamente neutrale di Side 7 per verificare l'avvistamento dell'astronave Base Bianca della Federazione Terrestre, scoprono che questa trasporta dei mobile suit sperimentali e, contrariamente agli ordini ricevuti, decidono di attaccare. Nel caos che segue resta gravemente ferita o uccisa la maggior parte degli ufficiali della Base Bianca ed il comando resta nelle mani del giovane ufficiale Bright Noa. Amuro Ray, che si era recato alla base federale per incontrare il padre, scienziato civile alla dipendenze dell'esercito, si ritrova alla guida di uno dei prototipi di mobile suit della federazione, l'RX-78 Gundam, con il quale riesce ad eliminare i due Zaku, provocando al contempo gravi danni alla colonia.
Nel frattempo l'ufficiale comandante di Zeon, Char Aznable, asso dei mobile suit ed eroe di guerra, si infiltra anch'esso nella colonia, dove però viene fermato dalla giovane Sayla Mass. Quando Char si toglie l'elmetto Sayla si distrae stupita: Char sembra infatti essere il fratello da cui è stata separata da bambina. Approfittando della distrazione, Char riesce a sfuggire reimbarcandosi sul suo Zaku rosso. Amuro tenta di fermarlo ma Char è un pilota troppo abile, anche se le armi dello Zaku di Char non riescono a scalfire la corazza del Gundam.
La Base Bianca, imbarcati i superstiti di Side 7 e con equipaggio formato in parte da giovani civili, parte diretta verso il satellite della Federazione Luna 2, seguita a distanza dal Musai, l'astronave-appoggio di Char, che essendo però a corto di munizioni non può attaccare. Un tentativo di rifornirla da parte dell'astronave trasporto Papua viene disturbato dall'attacco di Amuro a bordo del Gundam e di Ryu Jose a bordo di un caccia Core Fighter. Infine Hayato Kobayashi abbatte la nave rifornimento con le artiglierie del RX-75 Guntank.
La Base Bianca arriva a Luna 2, ma il comandante di quest'ultima mette sotto arresto Bright Noa per aver permesso ad Amuro, un civile, di pilotare un'arma segreta della Federazione. Nel frattempo con un'azione da commando Char e i suoi uomini minano la superficie del satellite. Nella confusione dell'esplosione l'equipaggio della Base Bianca riesce a sfuggire e a reimbarcarsi.
Char sferra un nuovo attacco mentre la Base Bianca si appresta a rientrare nell'atmosfera terrestre. Amuro esce ad affrontarlo con il Gundam. Grazie alla pellicola antiattrito di cui è equipaggiato il Gundam riesce comunque ad effettuare il rientro nell'atmosfera terrestre, mentre vicino al Gundam uno Zaku che non ha fatto in tempo a rientrare alla sua nave brucia per l'attrito.

### La campagna terrestre
A causa dell'attacco durante il rientro, la Base Bianca (chiamata "Cavallo Alato" dagli uomini di Zeon) si trova costretta a dirigersi verso il Nord America, controllato dalle truppe del maggiore Garma Zabi di Zeon, figlio di Degwin Zabi ed ex-compagno d'accademia di Char. La Base Bianca si dirige verso la costa occidentale per sottrarsi agli attacchi di Zeon, ma le truppe di Garma Zabi la tengono sotto pressione con continui attacchi. Char però tradisce Garma, facendo in modo che il suo Gaw venga sorpreso alle spalle dalla Base Bianca. Mentre Garma perisce tra le fiamme riceve un ultimo messaggio da Char «Sei stato un buon amico... ma io odio tuo padre!». Un disperato tentativo di Icelina, la fidanzata di Garma, e dei soldati fedeli al loro comandante morto riesce a danneggiare la Base Bianca, ma tutti i Gaw di Zeon vengono infine abbattuti, Icelina tenta infine disperatamente di attaccare Amuro con una pistola, ma provata dagli eventi cade morta di fronte al giovane, che turbato la seppellisce nella sabbia.
Degwin Zabi degrada Char per non aver protetto suo figlio e il comando delle operazioni terrestri passa al maggiore Ramba Ral. Questi attacca la base bianca con la sua corazzata terrestre Zanzibar e con i nuovi, e più potenti, mobile suit Gouf. Amuro ancora turbato dalla morte di Icelina non riesce a combattere efficacemente ma i suoi amici riescono infine a scuoterlo e Ramba Ral si ritira.
Nel frattempo su Side 3 la famiglia Zabi usa le esequie del giovane Garma come fulcro di una intensa campagna di propaganda che ha il suo culmine nell'elegia funebre pronunciata dal fratello maggiore Ghiren, il discorso, che termina con il saluto: "Sieg Zion!" dichiara la volontà della famiglia regnante del Principato di proseguire le ostilità fino alla completa distruzione del nemico, mentre prima si considerava obiettivo accettabile una pace onorevole con la Federazione, che riconoscesse l'autonomia delle colonie orbitanti. La Base Bianca arriva in Canada dove Amuro può incontrare brevemente sua madre in un campo profughi, ma l'arrivo di soldati di Zeon lo obbliga a fuggire.
Sul deserto del Gobi vengono attaccati nuovamente da Ramba Ral. Sayla credendo che si tratti di Char si reca ad affrontarlo con il Gundam, ma rischia di essere abbattuta se non fosse per Amuro a bordo del terzo mobile suit imbarcato sulla Base Bianca, l'RX-77 Guncannon. Nel corso del combattimento viene inoltre catturato uno Zaku con il suo pilota. Il prigioniero riesce poi a liberarsi e a mettersi in contatto con Ramba Ral segnalandogli la posizione della Base Bianca. Quando Ramba Ral attacca, Noah ordina ad Amuro di affrontare gli Zaku e Gouf nemici con il Gundam, ma questi esce inizialmente con il Guntank e solo successivamente trovandosi in svantaggio rientra per uscire di nuovo con il Gundam. Dopo la battaglia Noah rimprovera Amuro per non aver obbedito subito agli ordini e questo, esasperato, diserta con il Gundam.
Fraw rintraccia Amuro nel deserto e mentre cerca di convincerlo a tornare alla Base Bianca si imbattono nella base segreta di Zeon. Amuro attacca la base e viene affrontato dal colonnello M'Quve a bordo di una mobile armor sperimentale, il MAX-03 Adzam dotato di una rete elettrica in grado di surriscaldare il Gundam. Nonostante ciò Gundam sconfigge l'Adzam e forza Kycilia Zabi a ordinare l'evacuazione ed autodistruzione della base. Quando arriva la Base Bianca sia le truppe di Zion che il Gundam si sono già allontanati.
In una taverna nel deserto Amuro si imbatte in Ramba Ral e la sua compagna Crowley Hamon, che hanno fermato Fraw nel deserto. Amuro si rivela e rischia di essere catturato, ma Ramba Ral ordina di lasciarlo andare, con lo scopo di seguirlo fino alla Base Bianca. Amuro riesce a defilarsi, ma Fraw viene seguita fino alla nave ed è solo l'intervento di Amuro a bordo del Gundam a salvarla dall'attacco di Zeon. Amuro rientra quindi alla Base Bianca, ma viene rinchiuso in una cella di punizione per la sua diserzione.
Ramba Ral, esasperato dalla mancanza di rifornimenti negatigli da M'Quve tenta un'azione di guerriglia contro la Base Bianca, penetra a bordo e riesce a impadronirsi del ponte di comando con i suoi uomini, nonostante l'opposizione di Sayla. Ma quando Amuro viene liberato e la sostituisce al comando del Gundam, Ramba Ral vedendola la riconosce per Artesia, figlia di Zeon Zum Daikun. Amuro riesce però a capovolgere le sorti della battaglia e Ramba Ral si suicida con una bomba a mano. Hamon Ral tenta un attacco suicida contro la Base Bianca per vendicare Ramba Ral e sta anche per distruggere Amuro e il Gundam quando Ryu si sacrifica interponendosi con il suo mezzo.
Mentre Bright Noa è febbricitante per lo stress del comando, Mirai ne rileva il posto. La Base Bianca cade in un'imboscata delle truppe di Zeon, i loro attacchi fanno in modo che si metta sulla traiettoria di tiro di un cannone a mega-particelle che riesce quasi ad abbatterla. La Base Bianca si rifugia in una vallata per i lavori di riparazione, quando arriva l'SOS di Matilda Ajan che sta portando i rifornimenti per le riparazioni ma è stata attaccata dalle forze di Zeon. Amuro esce con il Core Fighter trasformandosi poi in Gundam, ma distratto dalla sorte di Matilda, costretta ad un atterraggio di emergenza, rischia di essere abbattuto e viene salvato dal G-Fighter trasportato da Matilda.
Matilda viene nuovamente attaccata mentre trasporta rifornimenti per la Base Bianca dalla Triade Nera, tre assi di Zeon. Amuro riesce ad abbattere uno dei tre piloti di Zeon, ma al prezzo della vita di Matilda che sacrifica il proprio mezzo per proteggere il Gundam.
Al comando dell'Ammiraglio Revil le forze della Federazione iniziano l'Operazione Odessa con lo scopo di distruggere le basi minerarie euroasiatiche di M'Quve. Nel frattempo Amuro scopre prima una spia di Zeon tra i ranghi degli ufficiali della Federazione, quindi salva la Base Bianca dai due rimanenti piloti della Triade Nera. Messo alle strette dagli attacchi dei Federali, M'Quve lancia delle testate all'idrogeno violando il trattato del Polo Sud, ma Amuro riesce a tranciarle a mezz'aria con la spada a raggi.
L'esercito di Zeon sta ormai lasciando l'Europa e la Base Bianca si rifugia a Belfast per le riparazioni. Ma una giovane spia, Miharu Ratokie, avverte un sommergibile Med Angler dell'avvicinamento della corazzata federale. Char, che Kicylia ha nuovamente reinserito nell'organico delle truppe terrestri, è al comando dell'immenso sommergibile, che si dirige deciso verso Belfast. Ad attaccare Amuro vengono inviati dei Gog, potenti mezzi anfibi dotati di pericolosi artigli. Nella battaglia a terra Gundam rischia più volte di essere gravemente danneggiato e Amuro decide così di cambiare nel G-Bull; riuscendo ad abbattere un Gog. Ma quando la battaglia si sposta sotto il mare, la superiorità dei Gog si fa evidente: con un colpo di fortuna, Amuro riesce a bloccare le telecamere del mobile suit di Zeon e a liberarsi della presa, e infine distrugge l'avversario in uno degli scontri più difficili della carriera del giovane pilota.
A Belfast Kai decide di abbandonare la Base Bianca e incontra Miharu, una ragazza spinta dalla povertà a diventare una spia per Zeon. Char tenta di attaccare la base con uno MSM-07 Z'Gok, ma viene respinto da Amuro, aiutato da Kai, con il Guncannon. Kai ritorna a bordo della Base Bianca, ma scopre che Miharu si è imbarcata come clandestina e la nasconde nella propria cabina. Un finto pescatore, Flanagan Boone, in realtà un ufficiale di Zeon, si fa raccogliere dalla Base Bianca e contatta Miharu per farsi passare le informazioni raccolte. Lasciata quindi la Base Bianca, ritorna per attaccarla con un mobile armor MAM-07 Grabro. Nel corso della battaglia muore Miharu che, commossa dal vedere i ragazzini imbarcati sulla Base Bianca, decide di aiutare Kai ai cannoni.
La Base Bianca arriva alla base di Jaburo, in Brasile. Jaburo viene però attaccata da una pattuglia di Z'Gok al cui comando c'è Char, e nei combattimenti muore Woody, il fidanzato di Matilda appena conosciuto da Amuro. All'equipaggio della Base Bianca (ricongiunta con l'esercito federale) vengono riconosciuti i gradi militari.
Un trio di soldati di Zeon s'infiltra a bordo della Base Bianca travestiti da meccanici per minarla, ma i bambini imbarcati li scoprono e riescono a disattivare le bombe. Intanto fuori della Base Bianca Sayla si imbatte in Char che ammonisce la sorella di lasciare l'esercito e se ne va.

### Il ritorno nello spazio
La Base Bianca torna nello spazio, sempre inseguita da Char, ma nonostante alcuni attacchi, riesce a raggiungere la colonia neutrale di Side 6. Amuro esce in licenza per la città e s'imbatte in suo padre, creduto morto durante i combattimenti su Side 7; pur essendo ancora vivo, il suo cervello ha però subito danni irreparabili per la mancanza di ossigeno quando era stato risucchiato nello spazio. Mentre la Base Bianca si dirige ai cantieri per le riparazioni viene attaccata da dodici Dom al comando di Conscon, che vuole dimostrare di essere superiore a Char, ma tutti i mobile suit vengono abbattuti.
Amuro torna in città per incontrare ancora il padre, ma a causa di un violento acquazzone si rifugia nella casa di Lalah Sune. Più tardi vedendola insieme a un giovane biondo prova la forte sensazione che il giovane sia Char (pur non essendone certo per via degli elmetti che questi indossa in battaglia), ma non compie alcuna azione. Quando la Base Bianca decolla da Side 6 viene nuovamente attaccata dalle forze di Conscon, ma Amuro abbatte tutti, sia i Dom che la corazzata nemica.
Ormai i tempi sono maturi per l'attacco in grande stile che le forze federali hanno pianificato contro le roccaforti di Zeon sugli asteroidi di Solomon e A Baoa Qu. In due violenti scontri all'ultimo sangue, quindi, le parti in lotta si fronteggiano ripetutamente, anche utilizzando armi potentissime, come il Solar System federale ed il Solar Ray di Zeon. In entrambe le battaglie ad avere la meglio, tuttavia, sono le forze federali, la cui azione è favorita anche dalla lotta fratricida scoppiata fra Kicylia e Gihren Zabi, che viene ucciso dalla sorella per aver a sua volta eliminato deliberatamente il padre Degwin, la cui nave si trovava nel raggio d'azione del Solar Ray.
Sullo sfondo della capitolazione di Zeon c'è l'intenso duello tra Amuro e Char, acceso ancora di più dalla tragica morte di Lalah, avvenuta involontariamente per mano di Amuro mentre cercava di abbattere il mobile suit di Char. Durante la battaglia di A Baoa Qu i due si fronteggiano dapprima a bordo dei rispettivi mobile suit, quindi, una volta distruttili, in un corpo a corpo che si risolverà con la fuga di entrambi, per scampare alla distruzione della base.
La Base Bianca, semidistrutta, nel frattempo viene abbandonata sull'asteroide dal suo equipaggio, i cui membri principali si radunano a bordo di due navicelle di salvataggio, grazie alla guida telepatica di Amuro, che poi li raggiungerà a sua volta.

## Personaggi

### Federazione terrestre
- Amuro Ray
- Bright Noa
- Fraw Bow
- Ammiraglio Revil
- Haro
- Hayato Kobayashi
- Kai Shiden
- Matilda Ajan
- Mirai Yashima
- Ryu Jose
- Sayla Mass
- Slegger Law
- Tem Ray

### Principato di Zeon
- Char Aznable
- Crowley Hamon
- Degwin Sodo Zabi
- Dozle Zabi
- Garma Zabi
- Gihren Zabi
- Kycilia Zabi
- Lalah Sune
- M'Quve
- Ramba Ral
- Black Tri-Stars

## Media

### Anime

#### Edizione italiana

Copertina italiana del primo DVD della serie

Mobile Suit Gundam ha subito due distinti adattamenti in italiano:
Il primo fu curato dalla Sinc Cinematografica su commissione della VID (Video International Distributors), che importò la serie dividendola in due blocchi:
- episodi 1-26, con il titolo di Gundam, trasmessi su Telemontecarlo dal febbraio al marzo del 1980;
- altri 13 episodi, con il titolo Il ritorno di Gundam, trasmessi sempre su Telemontecarlo nel maggio 1980 (furono saltati gli episodi 30, 33, 39 e 40).

L'intera edizione della serie fu poi ritrasmessa da varie TV locali riscuotendo complessivamente un buon successo, ma la sua trasmissione fu interrotta e mai più replicata in Italia per oltre 20 anni. In proposito alcune fonti riferiscono di una incompleta acquisizione dei diritti all'epoca, ma esistono tuttavia altre ipotesi circa l'assenza della serie in Italia per un periodo così lungo: secondo alcuni, si è trattato di una mancanza di volontà da parte della Sunrise nel proporre il franchise di Gundam fuori dal Giappone per molto tempo, secondo altre fonti, il trattamento editoriale riservato alla serie all'epoca non piacque alla stessa Sunrise, che ne vietò per questo le repliche. In un'intervista rilasciata il 12 settembre 2007, in ogni caso, l'allora presidente di Sunrise, Takayuki Yoshii, dichiarò che la serie era stata effettivamente licenziata, seppure per errore, solo in Italia e a Hong Kong, in un periodo nel quale in effetti la politica di Sunrise non prevedeva l'esportazione del marchio al di fuori del Giappone.
Il secondo adattamento, su licenza acquisita da Mediaset, è stato curato dalla d/visual ed è stato trasmesso con il titolo Mobile Suit Gundam su Italia 1 alla fine dell'estate del 2004, e poco dopo sul canale satellitare ITT, per essere quindi riproposto nel 2008 sul canale digitale terrestre Hiro. Nella seconda edizione è stato omesso l'episodio 15 (L'isola di Kukurs Doan), originariamente realizzato come riempitivo e ritenuto da Tomino non al livello degli altri. Sempre per volere di Yoshiyuki Tomino, allora contitolare dei diritti (rivenduti successivamente alla Sunrise), l'adattamento della d/visual ha ripristinato tutti i nomi originali dei personaggi (quindi "Peter Rei" è tornato a essere "Amuro Ray", "Scia della Cometa Rossa" "Char Aznable", ecc.) ed è stata completamente cambiata la colonna sonora degli effetti. Tomino ha però acconsentito che la pronuncia del Gundam rimanesse "all'italiana" (cioè così com'è scritto) in luogo dell'originale pronuncia "Gandam". Il secondo adattamento è inoltre più fedele all'originale rispetto al primo, anche per molte battute che risultavano evidentemente sbagliate o incongruenti con la situazione o la storia.
Nel 2007 la serie è stata pubblicata in DVD dalla Dynit con il titolo Mobile Suit Gundam, in un'edizione comprendente entrambi gli adattamenti, mentre nel dicembre 2014 è stato distribuito il primo cofanetto in Blu-ray.
Nel 2020 la serie è stata pubblicata in streaming su Amazon Prime con video rimasterizzato ed entrambi gli adattamenti italiani. Il 14 ottobre 2022 Amazon Prime ha rimosso la versione con l'adattamento del 2004 dal  proprio catalogo.
Nel gennaio 2021 la serie viene ritrasmessa in TV, dopo molti anni di assenza, sul circuito Supersix all'interno del contenitore Ka-Boom con il primo adattamento, saltando però l'episodio 15 e quelli non doppiati all'epoca.

#### Episodi
| Nº | Titolo italiano (Edizione VID 1980 - Edizione d/visual 2004) Giapponese 「Kanji」 - Rōmaji - Traduzione letterale                                       | In onda           | In onda |
| Nº | Titolo italiano (Edizione VID 1980 - Edizione d/visual 2004) Giapponese 「Kanji」 - Rōmaji - Traduzione letterale                                       | Giapponese        |         |
| 1  | Il grande Gundam - Sollevati Gundam 「ガンダム大地に立つ!!」 - Gandamu daichi ni tatsu!! – "Gundam si alza minaccioso!"                                 | 7 aprile 1979     |         |
| 2  | Distruggere Gundam - Catturate il Gundam 「ガンダム破壊命令」 - Gandamu hakai meirei – "Ordine di distruggere Gundam"                                   | 14 aprile 1979    |         |
| 3  | Il maggiore Scia attacca Gundam - Pronti all'attacco 「敵の補給艦を叩け！」 - Teki no hokyūkan o tatake! – "Abbattete la nave rifornimento del nemico!" | 21 aprile 1979    |         |
| 4  | Fuga su Luna Due - Fuga da Luna II 「ルナツー脱出作戦」 - Runa Tsū dasshutsu sakusen – "Piano di fuga da Luna Due"                                      | 28 aprile 1979    |         |
| 5  | Rientro sulla Terra - Rientro sulla Terra 「大気圏突入」 - Taikiken totsunyū – "Entrata nell'atmosfera"                                                 | 5 maggio 1979     |         |
| 6  | Garma contro Gundam - Garma all'attacco 「ガルマ出撃す」 - Garuma shutsugeki su – "Garma all'attacco"                                                   | 12 maggio 1979    |         |
| 7  | Peter Rei pilota il Corefighter - Un Core Fighter in fuga 「コアファイター脱出せよ」 - Koa Faitā dasshutsu seyo – "Core Fighter, in azione!"            | 18 maggio 1979    |         |
| 8  | La battaglia del deserto salato - Il campo di battaglia è una landa desolata 「戦場は荒野」 - Senjō wa kōya – "Il campo di battaglia è un deserto"      | 26 maggio 1979    |         |
| 9  | Gundam vola! - Vola Gundam! 「翔べ！ガンダム」 - Tobe! Gandamu – "Vola, Gundam!"                                                                        | 2 giugno 1979     |         |
| 10 | Garma muore! - Il destino di Garma 「ガルマ散る」 - Garuma chiru – "Garma cade"                                                                         | 9 giugno 1979     |         |
| 11 | Vendetta! - Icelina, l'amore oltre la morte 「イセリナ、恋のあと」 - Iserina, koi no ato – "Il seguito di un amore"                                     | 16 giugno 1979    |         |
| 12 | La minaccia di Ion - La minaccia di Zeon 「ジオンの脅威」 - Jion no kyōi – "La minaccia di Jion"                                                        | 23 giugno 1979    |         |
| 13 | Una bella notizia per Peter Rei - Ritorno a casa 「再会、母よ」 - Saikai, haha yo – "Ci rincontriamo, mamma!"                                           | 30 giugno 1979    |         |
| 14 | Gundam è l'invincibile - Fermati tempo 「時間よ、とまれ」 - Jikan yo, tomare – "Fermati, tempo"                                                         | 6 luglio 1979     |         |
| 15 | Una battaglia per Gundam - Non trasmesso 「ククルス・ドアンの島」 - Kukurusu Doan no shima – "L'isola di Kukurs Doan"                                   | 14 luglio 1979    |         |
| 16 | Seira pilota il Gundam - Il dolore di Sayla 「セイラ出撃」 - Seira shutsugeki – "Seyla all'attacco"                                                     | 21 luglio 1979    |         |
| 17 | Peter Rei abbandona Gundam - Diserzione 「アムロ脱走」 - Amuro dassō – "La fuga di Amuro"                                                               | 28 luglio 1979    |         |
| 18 | L'arma segreta di Kyrisha - I giacimenti segreti di Zeon 「灼熱のアッザム・リーダー」 - Shakunetsu no Azzamu Rīdā – "L'ardente Azzam Leader"            | 4 agosto 1979     |         |
| 19 | Ramba Ral attacca! - Ramba Ral all'attacco 「ランバ・ラル特攻！」 - Ranba Raru tokkō! – "L'assalto suicida di Ramba Rall"                               | 11 agosto 1979    |         |
| 20 | La rivincita di Peter Rei - Corpo a corpo 「死闘！ホワイト・ベース」 - Shitō! Howaito Bēsu – "Battaglia mortale, Base Bianca!"                          | 18 agosto 1979    |         |
| 21 | La vendetta di Hamon - Dolore e odio 「激闘は憎しみ深く」 - Gekitō wa nikushimi fukaku – "Lo scontro porta una profonda tristezza"                      | 25 agosto 1979    |         |
| 22 | Makube contro Gundam - La trappola di M'Quve 「マ・クベ包囲網を破れ！」 - Ma Kube hōimō o yabure! – "Abbattete la rete d'accerchiamento di M'Quve"      | 1º settembre 1979 |         |
| 23 | Senza tregua - Salvate Matilda 「マチルダ救出作戦」 - Machiruda kyūshutsu sakusen – "Operazione per salvare Matilda"                                    | 8 settembre 1979  |         |
| 24 | L'attacco dei Draghi Volanti - La Triade Nera 「迫撃！トリプル・ドム」 - Hakugeki! Toripuru Domu – "Triple Dom"                                         | 15 settembre 1979 |         |
| 25 | Gundam: Operazione Odissea - Operazione Odessa 「オデッサの激戦」 - Odessa no gekisen – "Il duro scontro di Odessa"                                     | 22 settembre 1979 |         |
| 26 | Il ritorno di Scia - Il ritorno di Char 「復活のシャア」 - Fukkatsu no Shaa – "Il ritorno di Char"                                                      | 29 settembre 1979 |         |
| 27 | Una spia sulla Base Bianca - Una spia a bordo 「女スパイ潜入！」 - Onna supai sennyū! – "Una donna-spia a bordo!"                                       | 6 ottobre 1979    |         |
| 28 | Guerra sugli oceani - L'Atlantico si tinge di rosso 「大西洋,血に染めて」 - Taiseiyō, chi ni somete – "Oceano Atlantico, tingiti di sangue!"            | 13 ottobre 1979   |         |
| 29 | Agguato mortale - Morte a Jaburo 「ジャブローに散る！」 - Jaburō ni chiru! – "Morire a Jabrow"                                                          | 20 ottobre 1979   |         |
| 30 | Non trasmesso - I piccoli salvatori 「小さな防衛線」 - Chiisana bōeisen – "Una piccola linea di difesa"                                                 | 27 ottobre 1979   |         |
| 31 | Gundam attacca! - Zanzibar all'attacco 「ザンジバル,追撃！」 - Zanjibaru, tsuigeki! – "La Zanzibar all'attacco"                                         | 3 novembre 1979   |         |
| 32 | Assalto alla Base Bianca - Attacco a sorpresa 「強行突破作戦」 - Kyōkō toppa sakusen – "Piano di sfondamento"                                           | 10 novembre 1979  |         |
| 33 | Non trasmesso - L'offensiva di Conscon 「コンスコン強襲」 - Konsukon kyōshū – "L'attacco di Conscos"                                                    | 17 novembre 1979  |         |
| 34 | Brava Flammet! - Un incontro fatale 「宿命の出会い」 - Shukumei no deai – "Un incontro fissato dal destino"                                             | 24 novembre 1979  |         |
| 35 | Una dura battaglia - La battaglia di Solomon 「ソロモン攻略戦」 - Soromon kōryakusen – "Assalto a Salomone"                                             | 1º dicembre 1979  |         |
| 36 | Gundam deve vincere! - Il Big Zam all'attacco 「恐怖！機動ビグ・ザム」 - Kyōfu! Kidō Bigu Zamu – "Lo spaventoso Big Zam"                                | 8 dicembre 1979   |         |
| 37 | Gundam vince ancora! - Scontro nel Texas 「テキサスの攻防」 - Tekisasu no kōbō – "Attacco nell'area Texas"                                              | 15 dicembre 1979  |         |
| 38 | Gundam è invincibile - Char e Sayla 「再会、シャアとセイラ」 - Saikai, Shaa to Seira – "Char e Seyla, reincontro"                                       | 22 dicembre 1979  |         |
| 39 | Non trasmesso - Challia Bull, il newtype 「ニュータイプ、シャリア・ブル」 - Nyūtaipu, Sharia Buru – "Newtype Charia Bull"                               | 29 dicembre 1979  |         |
| 40 | Non trasmesso - Il dilemma di Lalah 「エルメスのララァ」 - Erumesu no rarā – "Lalah di Ermes"                                                           | 5 gennaio 1980    |         |
| 41 | I nemici di Gundam - Lo spazio risplende 「光る宇宙」 - Hikaru uchū – "Lo spazio splende"                                                               | 12 gennaio 1980   |         |
| 42 | Bravo Gundam! - La fortezza spaziale A Baoa Qu 「宇宙要塞ア・バオア・クー」 - Uchū yōsai A Baoa Kū – "La base spaziale A Baoa Qu"                       | 19 gennaio 1980   |         |
| 43 | Nessuno è più forte di Gundam! - Fuga 「脱出」 - Dasshutsu – "Fuga"                                                                                     | 26 gennaio 1980   |         |

#### Doppiatori
Nella tabella sotto tra parentesi è riportato il nome del personaggio dell'adattamento del 1980.
| Personaggio                             | Doppiatore giapponese | Doppiatore italiano adattamento del 1980   | Doppiatore italiano adattamento del 2004 |
| --------------------------------------- | --------------------- | ------------------------------------------ | ---------------------------------------- |
| Direttore del doppiaggio                | -                     | Renzo Stacchi                              | Fabrizio Mazzotta                        |
| Amuro Ray (Peter Rei)                   | Tōru Furuya           | Saverio Garbarino                          | Davide Perino                            |
| Char Aznable (Maggiore Scia)            | Shūichi Ikeda         | Massimo Rossi                              | Fabio Boccanera                          |
| Bright Noah                             | Hirotaka Suzuoki      | Natalino Libralesso                        | Giorgio Borghetti                        |
| Mirai Yashima (Flammet)                 | Fuyumi Shiraishi      | Eva Ricca                                  | Emanuela D'Amico                         |
| Sayla Mass (Seira Masu)                 | You Inoue             | Francesca Bregni                           | Laura Lenghi                             |
| Fraw Bow (Mirka)                        | Rumiko Ukai           | Paola Del Bosco                            | Domitilla D'Amico                        |
| Kai Shiden                              | Toshio Furukawa       | Vittorio Guerrieri                         | Stefano Crescentini                      |
| Hayato Kobayashi                        | Kiyonobu Suzuki       | Massimo Corizza                            | Corrado Conforti                         |
| Ryu Jose                                | Shozo Iizuka          | Gigi Pirarba                               | Fabrizio Vidale                          |
| Garma Zabi                              | Katsuji Mori          | Roberto Del Giudice                        | Alessandro Quarta                        |
| Kycilia Zabi (Kirisha)                  | Mami Koyama           | Anna Teresa Eugeni                         | Antonella Baldini                        |
| Dozle Zabi                              | Daisuke Gohri         | Renzo Stacchi Mimmo Palmara                | Mario Bombardieri                        |
| Gihren Zabi (Giren)                     | Banjou Ginga          | Erasmo Lo Presto                           | Luca Ward                                |
| Degwin Zabi                             | Ichirō Nagai          | Renato Izzo                                | Diego Reggente                           |
| Ramba Ral                               | Masashi Hirose        | Mimmo Palmara                              | Giancarlo Padoan                         |
| Crowley Hamon                           | Yumi Nakatani         | Serena Spaziani                            | Antonella Rinaldi                        |
| M'Quve (Makube)                         | Kaneto Shiozawa       | Renzo Stacchi Adriano Micantoni Elia Iozzi | Romano Malaspina                         |
| Icelina Eschonbach (Esterina Essenbach) | Keiko Han             | Emanuela Fallini                           | Georgia Lepore                           |
| Matilda Ajan (Macirda)                  | Keiko Toda            |                                            | Emanuela Baroni                          |
| Miharu Ratokie                          |                       | Rita Baldini                               | Maria Letizia Scifoni                    |
| Sleggar Law                             | Tesshou Genda         | Gigi Pirarba                               | Luca Biagini                             |
| Haro (Pallina)                          | You Inoue             |                                            | Barbara Pitotti                          |
| Lalah Sune (Lara Sun)                   |                       | Susanna Fassetta                           | Francesca Fiorentini                     |
| Voce narrante                           | Ichirō Nagai          | Vittorio Di Prima                          | Carlo Marini                             |

### Film
Allo scopo di rilanciare la serie TV, nel 1981 Yoshiyuki Tomino e Yoshikazu Yasuhiko la rielaborarono in forma di tre lungometraggi che riassumono tutta la trama della serie: Mobile Suit Gundam (機動戦士ガンダム?, Kidō senshi Gandamu, poi rinominato con il numero romano Mobile Suit Gundam I) e Mobile Suit Gundam II: Ai-Senshi hen (機動戦士ガンダムII 哀・戦士編?) distribuiti nel 1981, e Mobile Suit Gundam III: Meguriai sora hen (機動戦士ガンダムIII めぐりあい宇宙編?) nel 1982.
Ognuno dei tre film ripercorre in ordine cronologico una parte della serie TV ed è composto soprattutto da un montaggio di scene tratte dalla stessa, ma Tomino e Yasuhiko ritennero che alcuni aspetti potevano essere corretti e così rianimarono alcune sequenze o ne produssero alcune del tutto inedite. Furono inoltre modificati diversi aspetti della sceneggiatura, ritenuti poco realistici e più adatti a una serie di super robot che a una di real robot. Il G-Armor, ad esempio, viene completamente eliminato e rimpiazzato dai più realistici caccia di supporto Core Booster; nella tappa a Jaburo, ad Hayato viene fatto assegnare un Guncannon per sostituire il Guntank, che è un mezzo da combattimento terrestre; nel terzo film, infine, vennero aggiunte diverse nuove scene sulle battaglie di Solomon e di A Baoa Qu.
Oltre che per il loro valore, i film di Mobile Suit Gundam sono celebri grazie al Grande raduno per la Dichiarazione del nuovo secolo dell'animazione (アニメ新世紀宣言大会?, Anime shin seiki sengen taikai), un evento promozionale organizzato da Yoshiyuki Tomino il 22 febbraio 1981 a Shinjuku (Tokyo) e considerato come il punto d'origine della cultura otaku.
La trilogia cinematografica è stata distribuita negli Stati Uniti, mentre in Italia i tre film sono stati pubblicati dalla Dynit direttamente in home video in formato DVD, con i titoli:
- Mobile Suit Gundam: film della durata di circa 130 minuti trasmesso in TV per la prima volta il 29 settembre 2013 su Ka-Boom. Narra gli eventi più importanti dal primo episodio fino al 13, ovvero da Side Seven fino al funerale di Garma (episodio 12) e alla riunione di Amuro con la madre (episodio 13) anche se con gli avvenimenti invertiti.
- Mobile Suit Gundam II: Soldati del dolore: film della durata di circa 130 minuti trasmesso in TV per la prima volta il 6 ottobre 2013 su Ka-Boom. Narra gli eventi più importanti dall'episodio 14 al 30 (29 rispetto alla seconda distribuzione in Italia), ovvero fino al decollo verso lo spazio di Amuro e Char.
- Mobile Suit Gundam III: Incontro nello spazio: film della durata di circa 140 minuti trasmesso in TV per la prima volta il 13 ottobre 2013 su Ka-Boom. Narra gli eventi più importanti dall'episodio 31 fino al 43, ovvero dall'attacco della Zanzibar fino alla scena finale della serie.

### Colonne sonore
La sigla iniziale della serie televisiva è Tobe! Gundam (lett. "Vola! Gundam") di Kō Ikeda, mentre per quella finale è stato scelto il brano Eien ni Amuro (lett. "Per sempre Amuro") di Koh Ikeda.
I tre film utilizzano rispettivamente le tracce Suna no jūjika (lett. "Croce di sabbia") di Takajin Yashiki; Ai senshi (lett. "Soldati del dolore") di Daisuke Inoue; e Meguriai (lett. "Incontri") di Daisuke Inoue.
La sigla italiana dal titolo Gundam, è stata incisa da Mario Balducci con lo pseudonimo Peter Rei, scritta da Andrea Lo Vecchio su musica e arrangiamento di Mariano Detto.

### Romanzi
Nel tardo 1979, finita la produzione della serie televisiva, lo stesso Yoshiyuki Tomino ne firmò la trasposizione letteraria. I romanzi vennero poi pubblicati tra la fine del 1979 ed il 1981 in Giappone, e successivamente nel 1987 in USA e nel 2006 in Italia, come una trilogia (Awakening, Escalation e Confrontation, editi in Italia da Star Comics), e gli permisero di sviluppare la storia originale in maniera più adulta, dettagliata e profonda.
La principale differenza tra l'anime ed i romanzi è che in questi ultimi Amuro Ray/Peter Rei, come la maggior parte dei suoi compagni, è un militare di carriera, e viene ucciso nell'attacco finale contro la fortezza di A Baoa Qu da un colpo casuale di un Rick Dom. Inoltre, Char Aznable/Scia della Cometa Rossa e l'equipaggio della Base Bianca, insieme con alcuni uomini scelti al comando di Kycilia Zabi, compiono una sortita all'interno di Side 3 e insieme uccidono Gihren Zabi, dopodiché Kycilia viene uccisa da Char.
Tomino stesso ha dichiarato nella prefazione all'edizione del 1987 che, se all'epoca avesse saputo che l'anime avrebbe avuto dei sequel che avrebbero ripreso i protagonisti originali, come ad esempio Mobile Suit Z Gundam, non avrebbe fatto morire Amuro nei romanzi. A causa di questa significativa discrepanza con la serie animata, i film e gli altri seguiti, i romanzi stessi non sono considerati un canone, anche se il resoconto dettagliato degli eventi che hanno portato all'introduzione delle armature mobili e delle prime schermaglie della Guerra di un anno sono più o meno accettati nella continuity.

### Manga
Mobile Suit Gundam ha avuto tre trasposizioni in manga.
Il primo fu realizzato da Yu Okazaki e pubblicato quasi contemporaneamente alla serie TV dalla Akita Shōten, sulla rivista Bōken'ō. Diviso in due tankōbon nel 1982, il manga, un adattamento estremamente compresso dell'anime rivolto ad una platea di giovanissimi lettori, fu in seguito raccolto in un unico volume ristampato più volte.
Il secondo, del 1994, intitolato Gundam 0079 di Kazuhisa Kondo, che ricalca fedelmente la storia della serie televisiva. L'edizione italiana di questo manga, edito da Planet Manga, è stata però interrotta per alcuni anni, per poi terminare con 2 volumi di circa 200 pagine cadauno ad inizio 2013.
Il terzo, del 2001, è Gundam - Origini di Yoshikazu Yasuhiko, che è invece una vera e propria riscrittura della storia, un affresco di più ampio respiro dell'epopea della Guerra di un anno, che rivela moltissimi retroscena e sviluppa in modo ben più articolato e complesso la trama originale della prima parte della serie. È stato pubblicato in Italia da Star Comics.

## Accoglienza

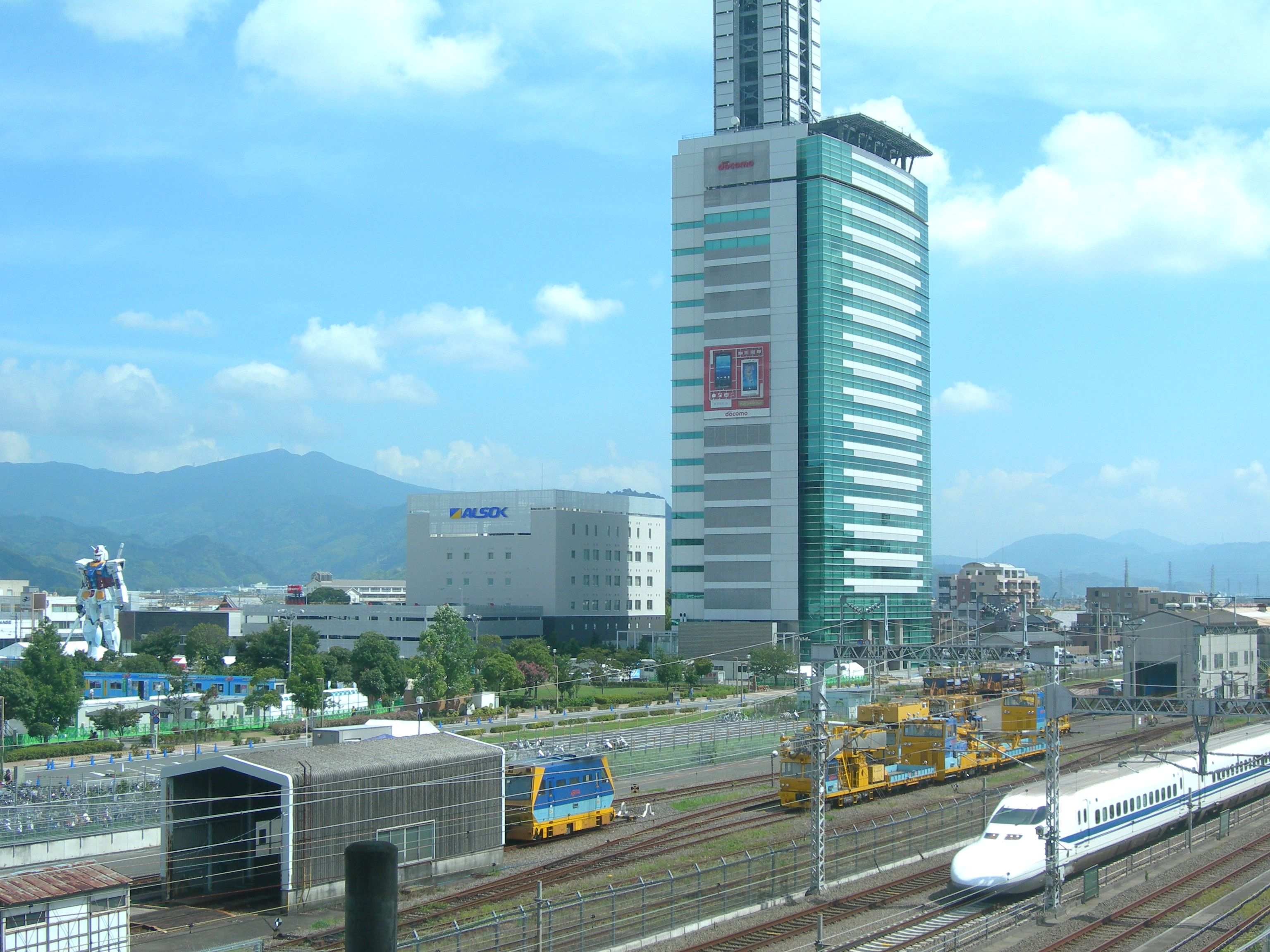
La statua del Gundam RX-78 di Odaiba (sulla sinistra), temporaneamente esposta nei pressi della stazione di Higashi-Shizuoka

Nel 1979, quando fu trasmessa per la prima volta la serie Mobile Suit Gundam, il pubblico giapponese si aspettava un'altra serie di super robot alla Gō Nagai, invece si trovò di fronte al primo esempio di un nuovo genere, quello dei cosiddetti real robot, che da allora in poi avrebbe cambiato definitivamente i canoni narrativi nelle storie di genere mecha dell'animazione nipponica.
La serie non ottenne un grande successo nella sua prima trasmissione e venne in effetti terminata prima del previsto. Originariamente avrebbe dovuto essere composta di 52 episodi, ma venne ridotta a 39 dagli sponsor, tra cui l'originario licenziatario del merchandising abbinato alla serie. In qualche modo, però, la produzione riuscì a negoziare un mese di proroga ed a terminare il lavoro in modo coerente, per un totale di 43 episodi.
Le cose, tuttavia, cambiarono completamente quando la Bandai ottenne la licenza per sfruttare i mecha della serie al posto della Clover. Se quest'ultima produsse giocattoli più tradizionali, Bandai decise di commercializzare una linea di kit di montaggio dei mecha e delle navi della serie mirata ai collezionisti di modellini militari, ovvero i Gunpla. I modelli incontrarono un enorme successo facendo aumentare la popolarità dell'anime, che venne replicato cinque volte tra il 1981 e il 1984, ottenendo share rispettivamente di 13,12%, 17,85%, 19,40%, 13,83% e 8,60%, rispetto al 5,32% della prima trasmissione. In seguito a questo fu deciso di produrre una riduzione cinematografica di tre film, che riassumesse la serie. Il suo successo è andato talmente crescendo e consolidandosi nel tempo da generare un vero e proprio fenomeno della fantascienza, con numerosi sequel, merchandising e videogiochi, fino a celebrazioni monumentali, come la dedica di una statua in bronzo alta tre metri raffigurante il Gundam RX-78-2, posta il 23 marzo 2008 di fronte alla stazione ferroviaria di Kamiigusa nel quartiere di Suginami a Tokyo, e addirittura l'installazione nel parco dell'isola di Odaiba, nella baia di Tokyo, di una fedele riproduzione dello stesso mobile suit in scala 1/1 alta 18 metri, per celebrare il trentennale della serie. Spostata a Shizuoka alla fine di luglio, la statua ha registrato oltre un milione di visitatori in soli quattro mesi. L'edizione in DVD, uscita per la prima volta sul mercato giapponese tra il 2006 ed il 2007, ha superato le 120000 copie vendute soltanto nella prima tiratura.